# Лефамулин
Лефамулин — полусинтетический антибиотик класса плевромутилинов. Одобрен для применения: США(2019).

## Механизм действия
Взаимодействует с 23S (en:50S) бактериальной рибосомы. Нарушает синтез белка.

## Показания
- Внебольничная пневмония, вызванная следующими микроорганизмами:Streptococcus pneumoniae, Staphylococcus aureus, Haemophilus influenzae,Legionella pneumophila, Mycoplasma pneumoniae,  Chlamydophila pneumoniae[3][4].